# Henri Guillaumet
Henri Guillaumet fue un aviador francés, nacido en 1902 y muerto en 1940.

## Biografía
Obtuvo su licencia en 1921, a los 19 años, y entre 1926 y 1940 fue sucesivamente piloto de las compañías Latécoère, Aeropostale y finalmente Air France.
Participó activamente en la apertura de rutas aéreas comerciales, (principalmente de correo aéreo), vinculando Francia con distintos destinos del mundo. Los primeros vuelos fueron hacia las colonias francesas de África, a través de España rumbo al Sahara Occidental.
En 1929 se embarcó rumbo a Río de Janeiro, para unirse al piloto Jean Mermoz, en la apertura de rutas aéreas en Sudamérica, volando para la nueva Compañía Aeroposta Argentina, filial de la Compagnie Génerale Aeropostale de Francia. La compañía estableció su sede en Buenos Aires, donde compartió tareas con Antoine de Saint-Exupéry, de quien se hizo amigo.
En Argentina participó en los vuelos de correo hacia Chile, a través de la Cordillera de los Andes.
Hizo 393 cruces de la cordillera, sufriendo un accidente en uno de ellos, al afrontar un temporal de nieve que le impedía seguir la ruta conocida. Agotó su combustible, pero pudo hacer un defectuoso aterrizaje de emergencia, en el cual su avión quedó inutilizable cerca de la Laguna Diamante, próxima al volcán Maipo (provincia de Mendoza).A pesar de encontrarse en una zona desértica, pudo sobrevivir, caminando durante cinco días, hasta que encontró al pastor Juan Gualberto García, por entonces de quince años, que lo auxilió, comunicando su situación a las autoridades. Esto permitió a su compañero, Saint-Exupèry, rescatarlo. García recibió, 71 años después, una condecoración especial de manos del presidente francés Jacques Chirac.
En 1934, volando para Air France, inauguró junto con Jean Mermoz, la ruta del cruce del Atlántico entre Dakar (Senegal) y Natal (Brasil). Realizó 84 travesías en distintos tipos de aviones e hidroaviones.
En diciembre de 1936, siendo jefe de la base marina de Dakar, asistió en su último vuelo a Mermoz, que desapareció en el mar, y a quien buscó sin éxito durante dos días.
En 1938 hizo 13 veces la travesía del Atlántico Norte en hidroaviones, desde Lisboa, con escala en las islas Azores, y destino en Nueva York.
Durante la Segunda Guerra Mundial, fue incorporado a la aviación militar, pero debido a su edad de 37 años, considerada avanzada en esa época, no fue afectado a escuadrillas de combate, siendo asignado a vuelos de reconocimiento. Participó en vuelos sobre el Atlántico Sur, con la misión de detectar navíos de guerra alemanes.
En noviembre de 1940, pilotando un avión civil de escolta a un funcionario político francés, rumbo a Siria, su avión fue derribado por un piloto de caza italiano sobre el Mar Mediterráneo, cerca de Túnez.